# Spitalul Clinic de Urgență „Bagdasar-Arseni”
Spitalul Clinic de Urgență Bagdasar - Arseni este amplasat pe Șoseaua Berceni nr. 12, București, Muntenia, România. A fost făcut în anul 1975 ca centru de referință național de Neurochirurgie. Spitalul este specializat pe mai multe domenii; Neurochirurgie pediatrică, chirurgie spinală, chirurgie hipofizară prin abord transfenoidal, chirurgia epilepsiei, cercetare fundamentală în neuroștiințe, recuperare neuromusculară.https://www.google.com/maps/place/Emergency+Hospital+Bagdasar-Arseni/@44.3854266,26.1279418,3a,75y,90t/data=!3m8!1e2!3m6!1sAF1QipN-pLNjUzn5BVcvW8savLObpe5Bs7PO10SZzQ19!2e10!3e12!6shttps:%2F%2Flh5.googleusercontent.com%2Fp%2FAF1QipN-pLNjUzn5BVcvW8savLObpe5Bs7PO10SZzQ19%3Dw129-h86-k-no!7i5184!8i3456!4m7!3m6!1s0x40b1fe6cfd1fcc6b:0xff7fe11e8a6f1657!8m2!3d44.3854266!4d26.1279418!10e5!16s%2Fg%2F1tg7qj3z?entry=ttu&g_ep=EgoyMDI0MTIxMS4wIKXMDSoASAFQAw%3D%3D#. Aici sunt datele de navigație pentru a ajunge la spital. 
1. ↑  „10.1063/1.4831988.4”. Default Digital Object Group. 15 noiembrie 2013. Accesat în 25 decembrie 2024.